# Wohn- und Wirtschaftsgebäude Burwinkel 10
Das Wohn- und Wirtschaftsgebäude Burwinkel 10 im niedersächsischen Elsfleth, Ortsteil Moorriem, Bauerschaft Burwinkel im Landkreis Wesermarsch, stammt aus dem 18. Jahrhundert.

Aktuell (2023) wird es als Wohnhaus genutzt.
Das Gebäude steht unter Denkmalschutz (siehe auch Liste der Baudenkmale in Elsfleth).

## Geschichte
Die Marschhufensiedlung Moorriem mit der südlichen Bauerschaft Eckfleth erstreckt sich über etwa 16 Kilometer, wurde nach 1062 gegründet und erhielt im 14. Jahrhundert die heutige Struktur mit den schmalen, oft extrem langgestreckten Parzellen. Im Abstand von ca. 50 bis 100 Metern liegen zahlreiche Hofstellen auf Wurten.
Das eingeschossige giebelständige Wohn- und Wirtschaftsgebäude als Zweiständer-Hallenhaus in Fachwerk mit Backsteinausfachungen, mit reetgedecktem auf profilierten Knaggen beidseitig vorkragendem Krüppelwalmdach und Niedersachsengiebeln mit Uhlenloch, stammt aus dem späten 18. Jahrhundert. Das Innengerüst ist erhalten; das Innere ist baulich ansonsten verändert.

Auf dem Hof auf einer Wurt stehen weitere nicht denkmalgeschützte Nebenanlagen.
Das Landesdenkmalamt befand: „… geschichtliche Bedeutung … als beispielhaftes Fachwerkhallenhaus des späten 18. Jhs.“